# Agni
Agni a tűz istene a hinduizmusban. Sokféle szerepkört birtokol. Ő az áldozati tűz istene, az égi istenek papja, s a teremtés pásztora is egyben.A Rigvéda himnuszainak egyötöde őt dicséri, s az első himnusz az ő nevével kezdődik.

## Etimológiája
Az agni अग्नि szó szanszkrit eredetű, elsődleges jelentése: tűz, jelenthet még epét, gyomornedvet és aranyat is. Rokon az indoeurópai eredetű latin „ignis”, a litván „ugnis” és az orosz „ognj” szavakkal, melyek szintén tüzet jelentenek.

## Ábrázolása
Egy vagy két arccal, három lábbal és kettő-hét karral, futó fekete koson ülve ábrázolják. Egyik szájából három, a másikból négy, sugár alakú nyelv nyúlik ki. Hét karjával eléri a hét világot, három lába pedig az ember életében oly fontos három tüzet, az áldozati tüzet, a házassági tüzet és a halotti máglyát jelképezi. A kezében legyezőt, lándzsát, poharat, kanalat, valamint olyan tárgyakat tart, melyeket a tűzáldozatoknál használnak. Agni nagy pocakjával egy koson közlekedik. A szájából előtörő lángnyelvek arra szolgálnak, hogy elfogyassza a tisztított vajat, amelyet a pap felajánl az áldozati tűzben. Olykor fekete kocsival is ábrázolják, melyet fekete farkú, vörös színű lovak húznak. Háta vajból, haja lángokból áll, szakálla homokszínű, foga vagy állkapcsa aranyból van.

## Kultuszának története
J. P. Mallory szerint az indoeurópai őshaza helye ie. 4500 előtt a kurgántérség, Pontosz és a Kaszpi-tenger között lehetett.  Vallásukban jelentős szerepe lehetett a szabad ég alatt végrehajtott áldozatoknak, valamint az ég, a tűz, a nap és a szél istenének. Az indoiráni népek valószínűleg az időszámításunk előtti második évezredben kelet felé vándoroltak, a tüzet agyagedényben szállíthatták, s nem hagyták kialudni. Főzésre, valamint igazságszolgáltatási célzattal is használhatták. A vádlottakat tűzpróbának vetették alá, aminek két formája volt: vagy két tűzfal között kellett átmennie a próbára bocsátott személynek, vagy megolvadt fémet öntöttek a mellkasára. Úgy vélekedtek, hogy a tűz megoltalmazza az igazakat, de a bűnösöket elpusztítja. A proto-déli-árják feltehetőleg i.e. 2000 körül vándoroltak India felé, ahol a pandzsábi, a rádzsasztáni, illetve a gandharai sírkultúra legkorábbi rétegébe olvadhattak be. Ők Agnit tekintették főistennek, erre utalnak a feltárt tűzoltárok. A védikus korban volt kultuszának virágkora. A védikus tűzáldozat központi istene Agni, aki eljuttatja az áldozatot az égi világba. 
„Agnihoz imádkozom a házi paphoz, aki az áldozat istene,

ki megénekel, megidéz, és a legtöbb kincset hozza.”

## Agni azájurvédában
Az ájurvéda egyik gyógyító módszere a belső tűzáldozat, ennek neve pránagnihotra. Ebben a szertartásban Agni az emésztő tűz (dzsátáragni), aki elemészti a neki szánt áldozatot, azaz az ételt. Az ilyen szertartással elfogyasztott étel táplálja az összes életerőket, pránákat.
Az agni megjelenési formái az ájurvédában: 
- dzsatharagni: az emésztő tűz.
- pranagni: a vért látja el oxigénnel, a levegő tüze.
- manaszika agni: az elme tüze, az érzéki benyomásokat a képzelet terévé alakítja.
- baudhika agni: az értelem tüze, mely képes megkülönböztetni jót és rosszat.
- ánandagni: a boldogság tüze, a vágy; magasabb szinten a szeretet ereje.
- csidagni: a tudat tüze, mely a valódi belső tűz és fény, amiből az összes többi tűz visszaverődéssel nyeri erejét. Az egész univerzum az ő teste.
- brahmanagni: a Brahman, azaz a Lét tüze, minden kettősségen túli önmagában létező tűz.